# Ajjul
Ajjul (àrab: عجّول, ʿAjjūl) és una vila palestina en la governació de Ramal·lah i al-Bireh al centre de Cisjordània, situada 19 kilòmetres al nord de Ramal·lah. Segons l'Oficina Central d'Estadístiques de Palestina (PCBS), tenia 1.583 habitants en 2016. Hi ha dos khirbets o jaciments arqueològics a l'est de la vila. Un dels khirbets és dedicat a un antic resident d'Ajjul, Sheikh Abdul. Ajjul és governat per un consell de vila de tres membres.

## Història
Ajjul és una vila en un lloc antic. S'hi han trobat tombes tallades en roca, i s'han reconstruït fragments arquitectònics en una mesquita. S'hi ha trobat ceràmica de l'Edat de Ferro, persa, hel·lenística, romana/romana d'Orient, craoda/aiúbida, mameluca i del primer període otomà.
Durant els segles xii i xiii, durant els Estats croats, Ajjul estava habitada per musulmans, segons Ḍiya-ad-Din. Una mesquita al poble té una inscripció a la paret sud, datada e 1196. La inscripció és en escriptura naskhi aiúbida.
Röhricht va suggerir que Ajjul era el lloc croat anomenat Gul; tanmateix, Conder hi discrepa.

### Època otomana
La vila fou incorporada a l'Imperi Otomà en 1517 amb tota Palestina, i en 1596 apareix als registres fiscals com a part de la nàhiya d'al-Quds al liwà homonim. Tenia una població de 79 llars, totes musulmanes i pagava taxes sobre blat, ordi, cultius d'estiu, vinyes i fruiters, olives, cabres i/o ruscs. Durant els segles xviii i xix, Ajjul va ser controlat per la tribu Bani Zeid. El 1838 fou assenyalar com un poble musulmà a la regió administrativa de Bani Zeid.
L'explorador francès Victor Guérin passà per la vila, que ell anomenà A'djoul, en 1870, i estimà que tenia uns 300 habitants. Al voltant d'Ajjul va trobar grans figues i garrofers, a més de magranes, moreres i albercoquers. Una llista oficial de pobles otomans del mateix any va demostrar que Ajjul tenia 79 cases i una població de 250 habitants, tot i que el recompte de població incloïa només homes.
En 1882 el Survey of Western Palestine del Fons per a l'Exploració de Palestina va descriure Ajul com «un poble de grandària moderada, amb un pou. Es troba a la zona alta, amb olives al voltant i tombes antigues. Un camí antic condueix cap al sud.»
En 1896 la població d' 'Adschul era estimada en 468 persones.

### Època del Mandat Britànic
En el cens de Palestina de 1922, organitzat per les autoritats del Mandat Britànic, la població d'Ajjul era de 202 musulmans incrementats en el cens de 1931 a 292 musulmans, que vivien en 79 cases.
En 1945 la població era de 350 musulmans. En 1945 al vila tenia una àrea de 15,007 dúnams, segons una enquesta oficial de terra i població. D'aquests, 3,507 eren per plantacions i terra de rec, 863 per a cereals, mentre 14 dúnams eren sòl edificat.

### Després de 1948
En la vespra de guerra araboisraeliana de 1948, i després dels acords d'armistici araboisraelians de 1949, Ajjul fou ocupada pel regne haixemita de Jordània. Després de la Guerra dels Sis Dies de 1967 va romandre sota l'ocupació israeliana.